# T型姿勢

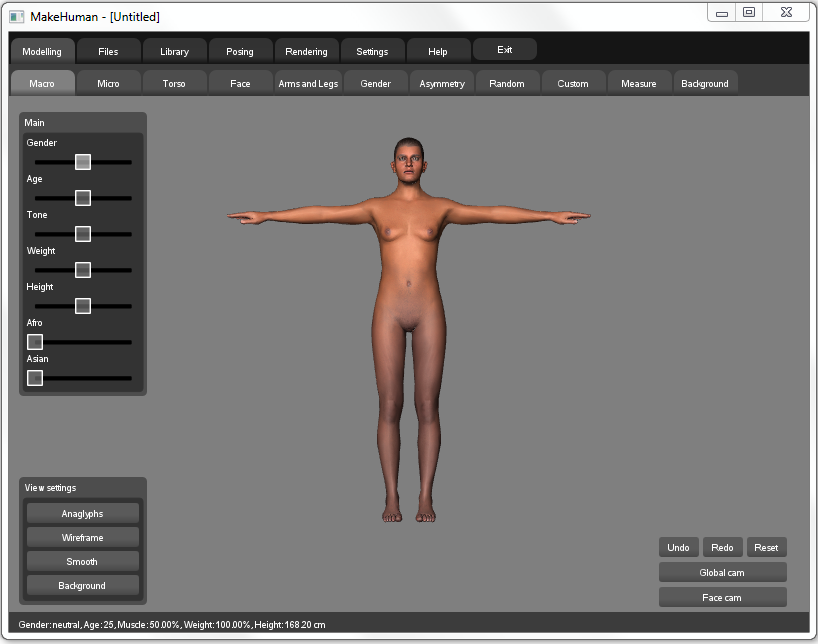
在MakeHuman中呈現T型姿勢的人體模型。

T型姿勢（T-pose）或稱作綁定姿勢（Bind pose），是電腦動畫中用於綁定3D模型骨骼的預設姿勢。

## 用途
綁定姿勢通常是動畫軟體中，在模組還尚未設定動作時的預設姿勢。
在動畫軟體以外，綁定姿勢也常在立體的電子遊戲中作為過渡性的動作置入遊戲。在某些特定的動態捕捉軟體中，必須在進行其他動作前先捕捉綁定姿勢。

## 網路迷因
於2010年出現、並於2017年作為網路迷因竄紅。T型姿勢其不合理性配上刻意扭曲的背景音樂，在網路上快速傳播。內容經常是電子遊戲中的模型未執行動作，反而是作出預設的綁定姿勢。
在預覽版的《NBA Elite 11》中出現諸多錯誤。其中最有名的「耶穌事件」，便是球員安德魯·拜能的模組在遊戲中作出綁定姿勢，最終EA由於品質差強人意而取消發售計畫。另一作品《NBA 2K17》中也出現致敬這項動作的彩蛋。
在Source引擎所開發的遊戲中，未持有裝備的角色會擺出T型姿勢。導致許多遊戲模組中也將角色的預設動作設定為T型姿勢。
這類迷因最廣為人知的表現方式，是由一群人同時擺出T型姿勢、並在背景播放《最後一戰》系列的主題曲，有時則是由人群親自演唱。
在Steam平台上的免費遊戲《SCP: Secret Laboratory》中，被SCP-049感染的殭屍玩家經常擺出這個動作，因此被玩家們稱作「飛機」。至今開發商仍未有修復這項錯誤的計畫。
在《要塞英雄》中，這是其中一種可選的角色動作。